# Hartmut Gebhardt
Hartmut Gebhardt ist ein ehemaliger deutscher Politiker.

## Leben
Gebhardt (CDU) wurde 1971 zum ersten Samtgemeindedirektor der Samtgemeinde Flotwedel gewählt. 1991 wechselte er auf die gleiche Position in der Samtgemeinde Wathlingen, wo er 11 Monate lang tätig war. Im April 1992 wurde er zum Bürgermeister der Stadt Stendal gewählt. Das Amt übte er bis 1994 aus. Während seiner Amtszeit wurde sein Amt in Oberbürgermeister umbenannt. Außerdem machte Gebhardt Stendal zur Partnerstadt von Grenoble. In seiner Amtszeit wurde zudem das Landesfeuerwehrmuseum Sachsen-Anhalt in Stendal eröffnet.
Sein Nachfolger war Volker Stephan.

## Trivia
Gebhardt war Gremiumsmitglied der Jütting-Stiftung. Er ist heute des Öfteren als Rezitator von Fritz Grasshoff tätig.